# Busverkehr in Wien

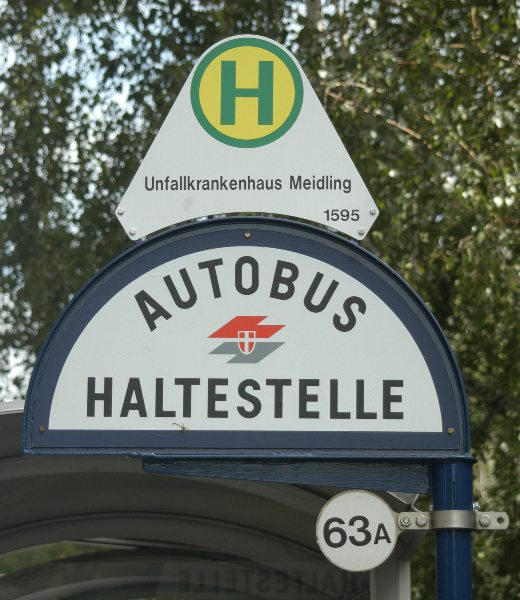
Haltestellen-Schild der Station Unfallkrankenhaus Meidling (63A)

Der Busverkehr in Wien umfasst alle Stadtbus-, Regionalbus- und Flughafenbus-Linien im Stadtgebiet von Wien.

## Stadtbus

### Geschichte

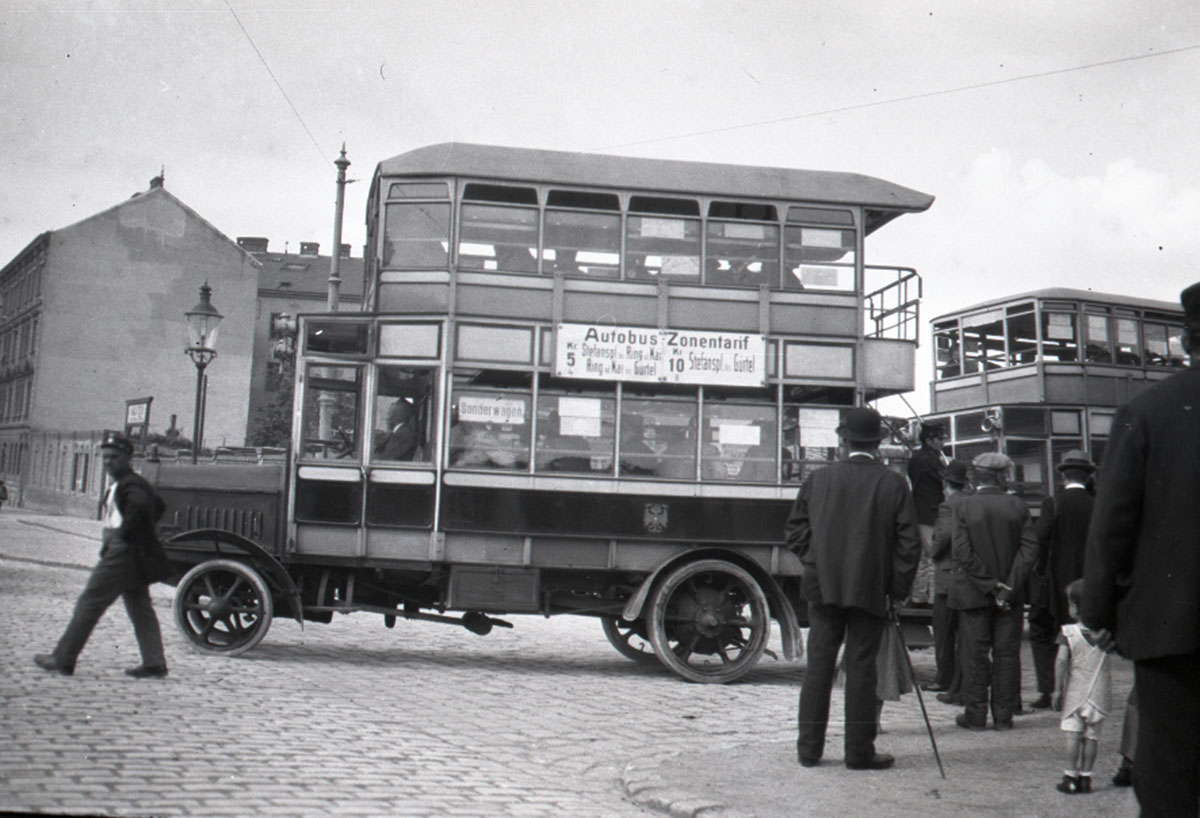
Doppeldeckerbus der Wiener Verkehrsbetriebe, 1921

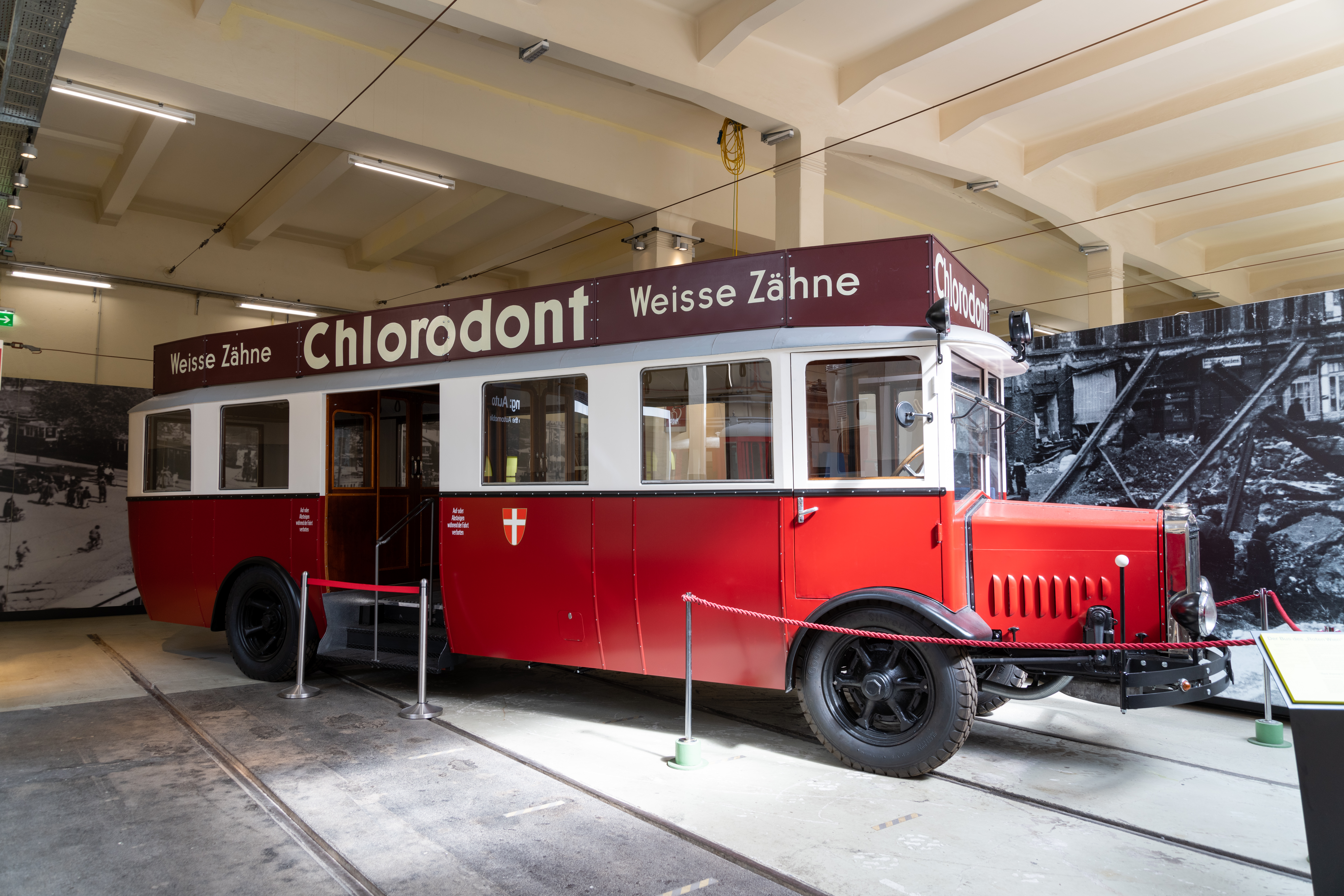
Fross-Büssing W IV O

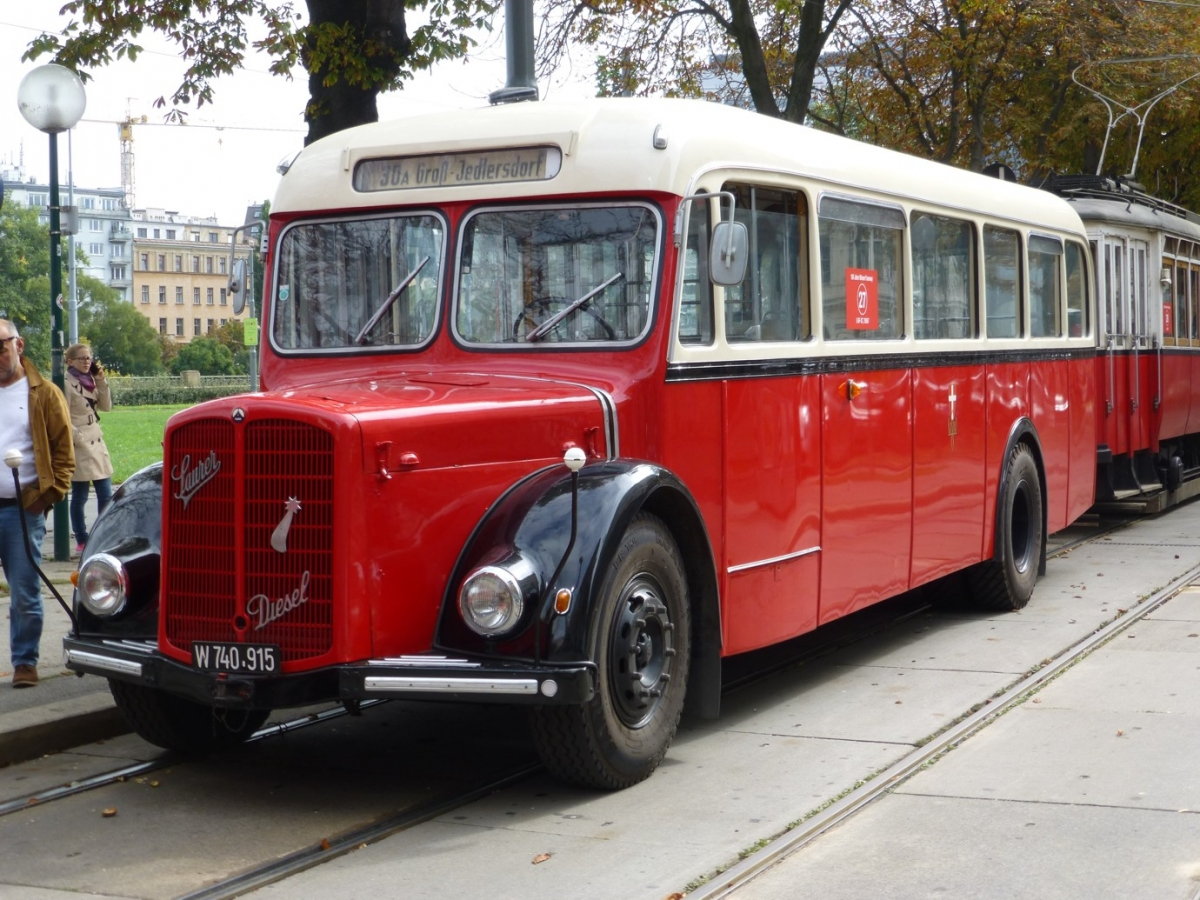
Saurer 5 GF-ST

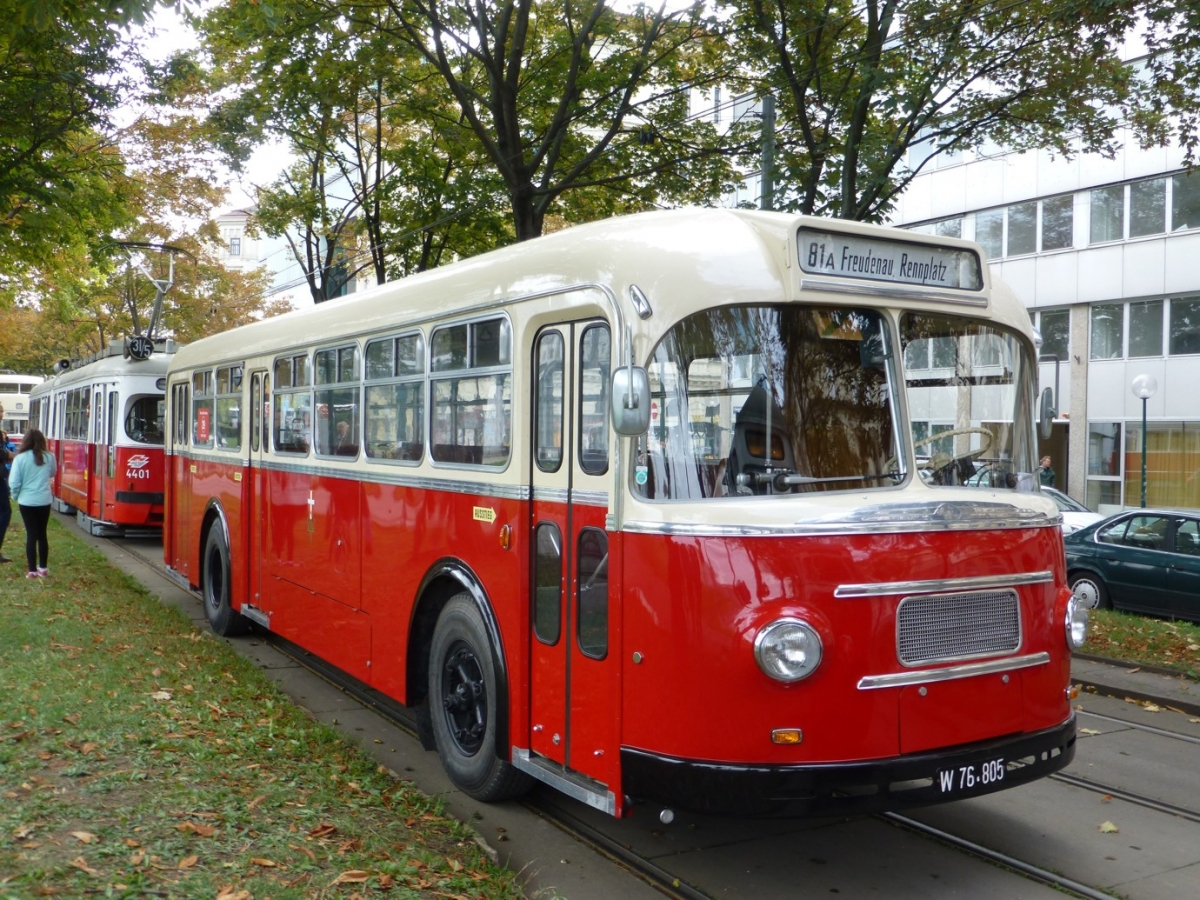
Gräf & Stift – Büssing U10

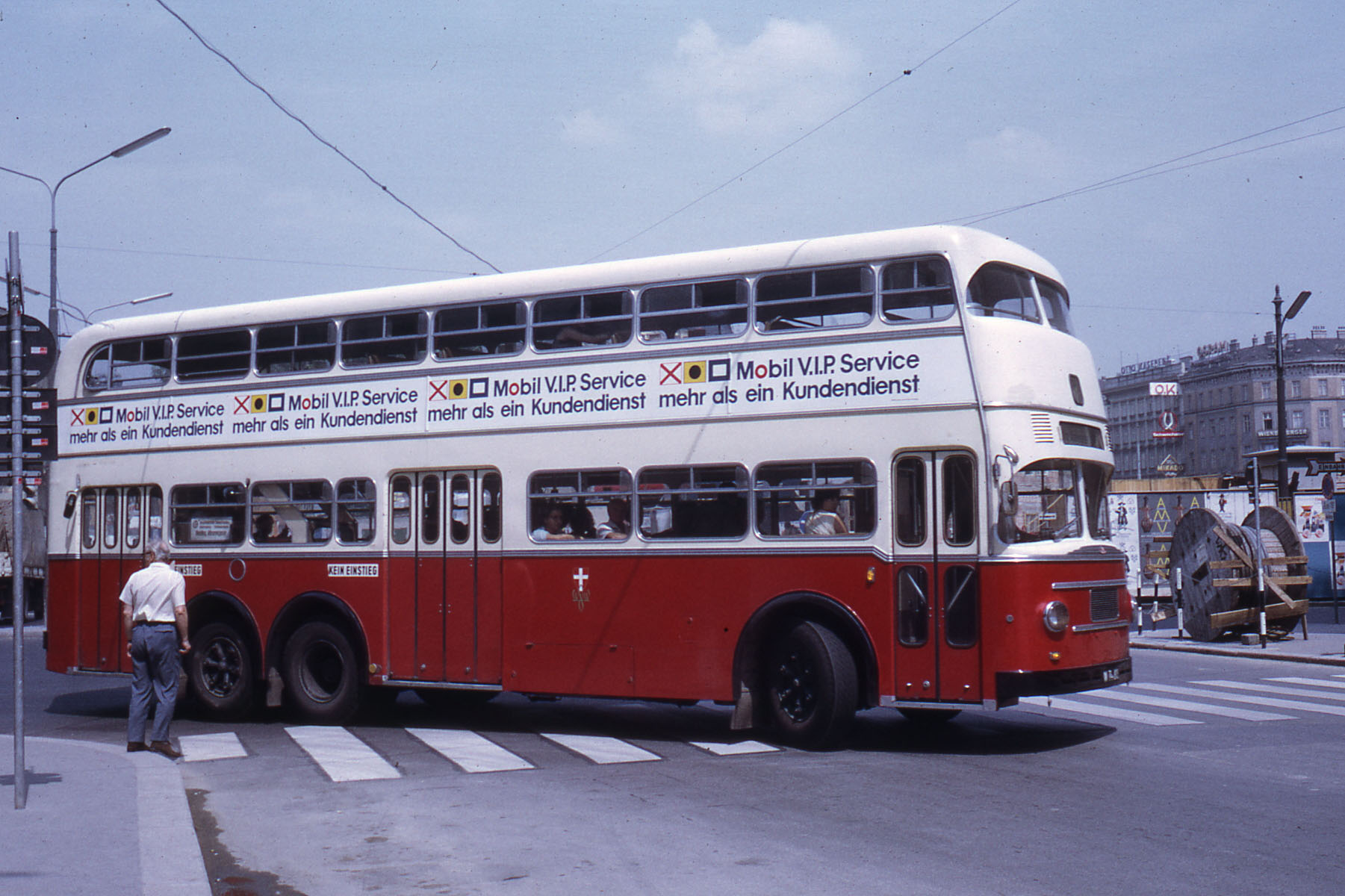
Doppeldeckerbus Gräf & Stift DDU auf der Linie 61A, 1970

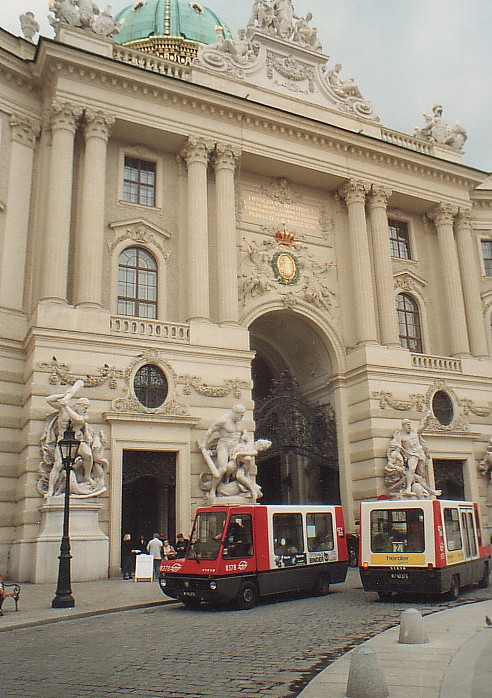
Citybusse in der Wiener Innenstadt, 1993

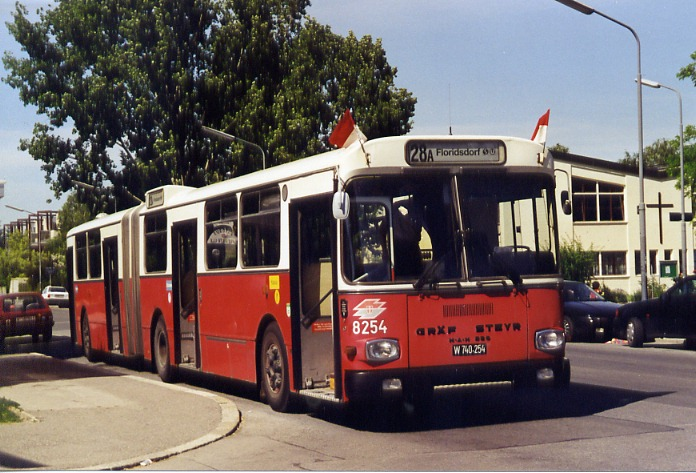
Gelenkbus Gräf & Stift GU 230, seit 2001 nicht mehr im Einsatz

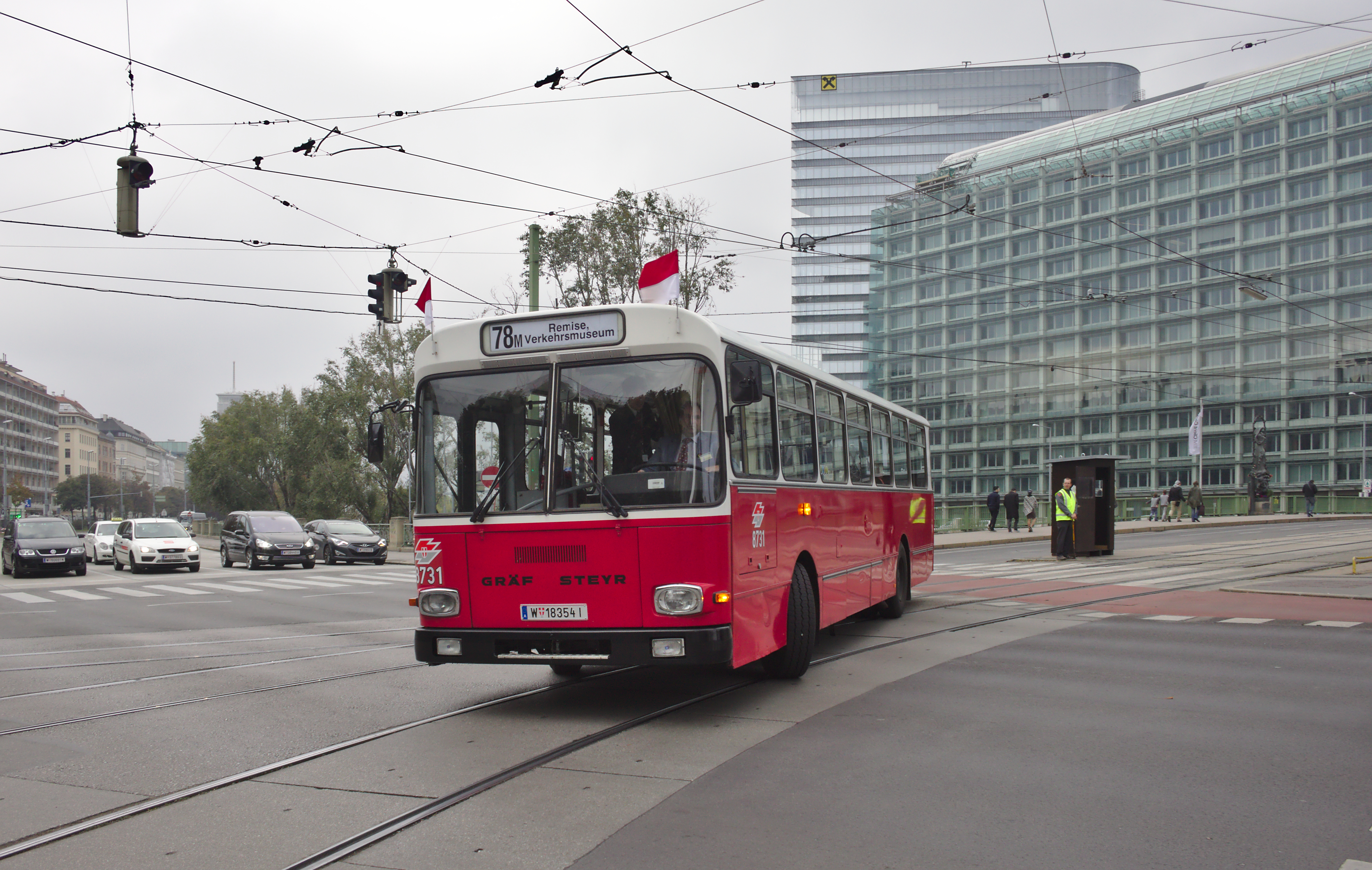
Linie 78M am Schwedenplatz, 2014

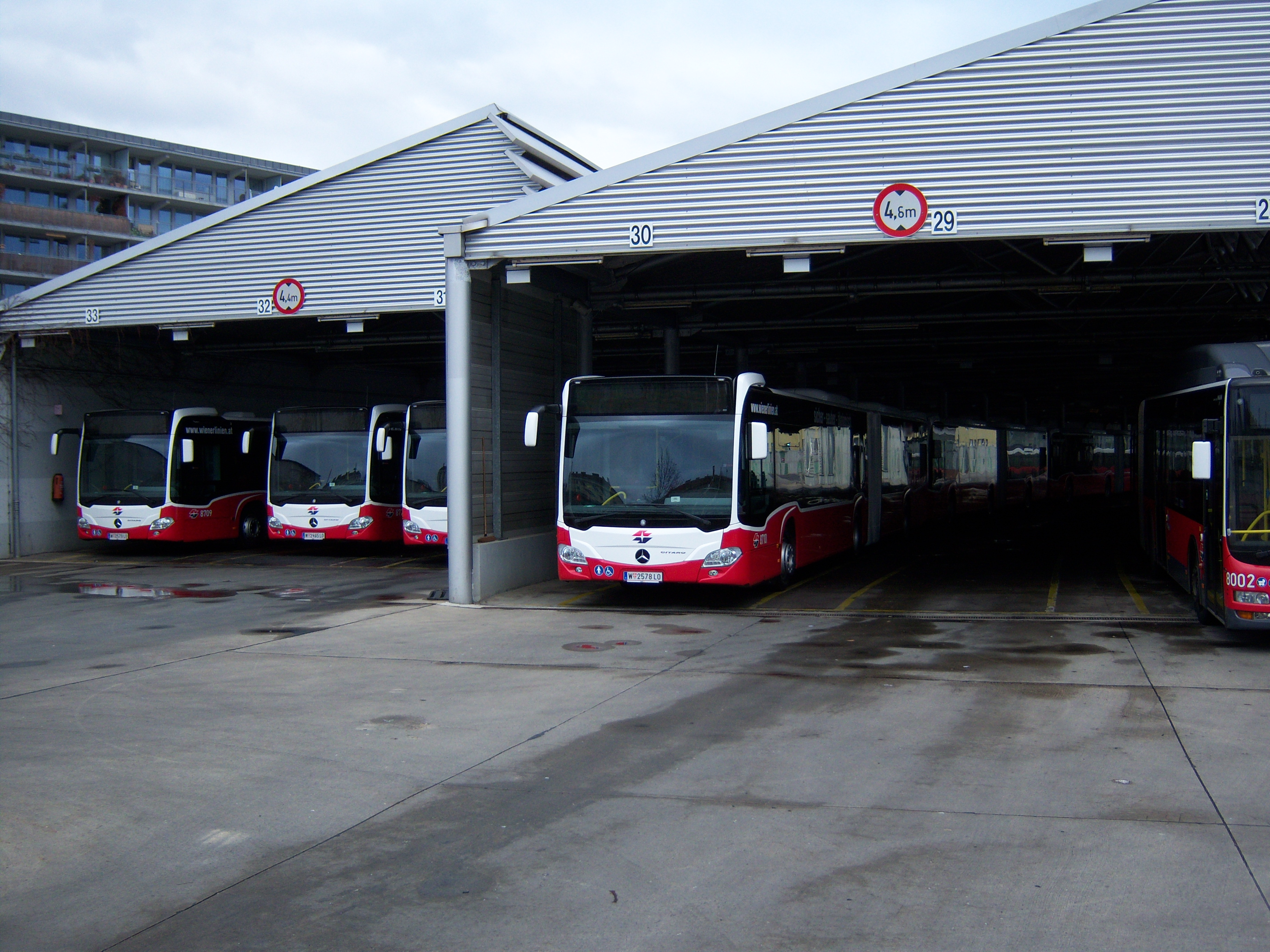
Mehrere neue Mercedes-Benz Citaro II Euro-6-Busse der Wiener Linien in der Betriebsgarage Spetterbrücke, vor ihrem ersten Einsatz

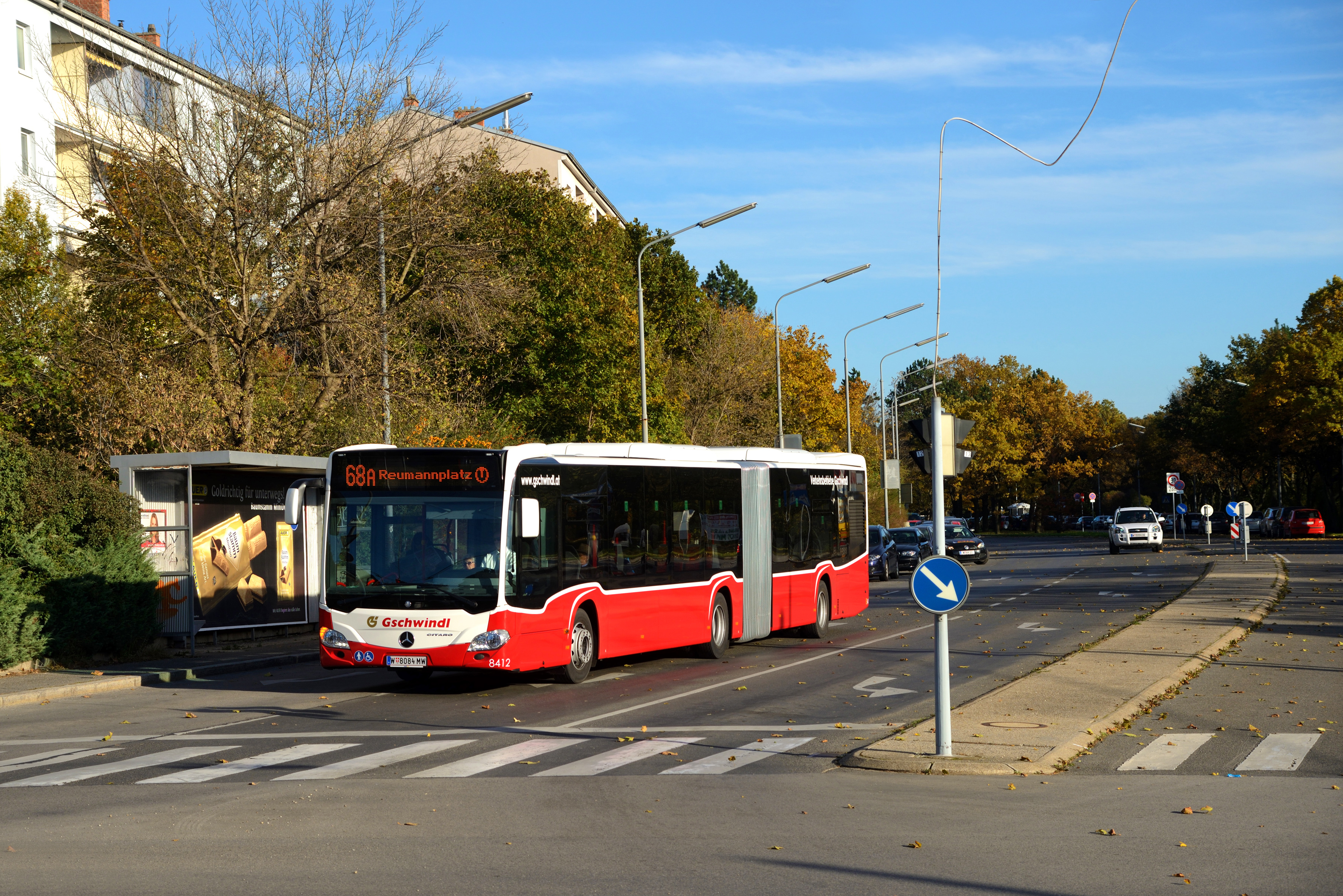
Stadtbuslinie betrieben von den Verkehrsbetrieben Gschwindl

Der Autobusbetrieb wurde in Wien am 23. März 1907 aufgenommen, als einer der Proponenten gilt der langjährige Straßenbahndirektor Ludwig Spängler. Zuerst wurde mit Akkumulatorwagen und Gleislosen Bahnen experimentiert, ehe sich nach dem Ersten Weltkrieg die ersten Buslinien mit „Benzinbussen“ behaupten konnten. Vor allem in der historischen Innenstadt, wo aus Platzgründen kein Straßenbahnnetz mehr erstellt werden konnte, wurden nach und nach immer mehr Buslinien eingeführt. 1924 war der Fuhrpark bereits so groß, dass eine eigene Hauptwerkstätte errichtet werden musste, die sich heute auf der Simmeringer Haide befindet.
Der große Durchbruch bei der Wagenkonstruktion gelang 1928 mit dem Bau der legendären Fross-Büssing-Busse mit der Typenbezeichnung „W IV O“.
Zwischen 1936 und 1953 – unterbrochen durch den Zweiten Weltkrieg, in dem sämtliche 130 Busse beschädigt oder zerstört wurden – wurden die Busse auf Dieselmotoren umgestellt.
Inzwischen baute die Industrie auch neue Busse, wobei besonders die Langhauben-Typen 120-OGW von Gräf & Stift und 5 GF von Saurer lange Zeit das Stadtbild Wiens prägten. Um jedoch eine moderne Buskonstruktion zu schaffen, stellte die Industrie mehrere Versuchswagen her, woraus sich die neue Standard-Type kristallisierte: Der Großraum-Trambus Type U10 mit Büssing-Unterflurmotor und Automatikgetriebe. Diese Type wurde ab 1958 dem jeweils aktuellen Stand der Technik angepasst und vielfach eingesetzt.
Um die Leistungsfähigkeit der Busse zu erhöhen, wurden ab 1960 Doppeldeckerbusse (in Betrieb bis 1991) und ab 1963 Gelenkbusse eingesetzt. Kultstatus genießt in Wien der ehemalige Doppeldeckerbus der Linie 13A, der 1961 die Straßenbahnlinie 13 ablöste und zwischen Alser Straße und Südbahnhof (heute Hauptbahnhof) verkehrte. Für eine Nostalgieveranstaltung kehrte der Doppeldecker 13A im November 2016 auf die Neubaugasse zurück und sorgte für großes Aufsehen. Das Doppeldeckermodell des 13A, von dem heute nur noch zwei Busse weltweit existieren, fasste 120 Fahrgäste, die heutigen Gelenkbusse, die diese Strecke nun bedienen, 150 Personen.
Zwischen 1963 und 1977 wurden rund 300 Busse so umgebaut, dass sie mit einem Diesel-/Flüssiggasgemisch betrieben werden können. Ab 1977 wurden alle neuen Busse mit speziellen Otto-Gas-Motoren ausgestattet, um von nun an mit reinem Flüssiggas betrieben werden zu können. Seit 1988 werden die Busse auch mit Abgas-Katalysatoren ausgestattet.
Eine besondere Busart, die für die beengten Verhältnisse der Wiener Innenstadt entwickelt wurde, waren die „City-Busse“. Diese kleinen Wagen waren von 1977 bis 1995 in Betrieb, ab 1992 wurden sie aber durch umweltfreundlichere „Midi-Busse“ ersetzt, die wiederum von VW-Citybussen abgelöst wurden, die kleiner und leiser waren.
Am Vormittag des 21. Mai 2007 wurde von den Wiener Linien der letzte Hochflurbus mit Stufen bei den Türen (Type LU 200 M11) offiziell aus dem Verkehr gezogen. Da es sich dabei um einen Bus der Linie 14A handelte, die durch den 5. Wiener Gemeindebezirk führt, geschah dies beim Bezirksamt Margareten. Wegen des Flüssiggasantriebs wäre ein Verkauf an einen anderen Betreiber kaum möglich gewesen, so dass entweder eine Verschrottung oder ein Verkauf an das Verkehrsmuseum Remise gedacht war, wo sich seit dem 24. Dezember 2003 ein Hochflurbus im Museumsbestand befindet. Schließlich wurde der Bus an einen privaten österreichischen Sammler verkauft.
Auf den City-Bus-Linien 2A und 3A verkehren Batteriebusse von Rampini/Siemens. Sie ersetzten die zuvor auf diesen Linien verkehrenden VW-Kutsenits-Kleinbusse. Die neuen Wagen sind mit einem Elektromotor ausgestattet, der an den Endhaltestellen mittels Stromabnehmer und einer kurzen Oberleitung aufgeladen wird. Im Gegensatz zu Oberleitungsbussen wird jedoch der am Dach befindliche Stromabnehmer im Fahrbetrieb nicht benötigt. Insgesamt sind zwölf solcher Busse im Bestand.
Im Herbst 2013 begann darüber hinaus die Kompletterneuerung der übrigen 500 Fahrzeuge umfassenden Busflotte. Bei den ersten Neufahrzeugen handelt es sich um 217 Mercedes-Benz Citaro und 6 Volvo Hybrid-Busse (an Hersteller zurückgegeben). Der erste Mercedes-Benz Citaro II G Euro 6 traf im November 2013 in der Garage Spetterbücke ein, seit dem 7. Jänner 2014 stehen sie im Linieneinsatz auf den Linien 7A und 35A, seit dem 25. April 2014 auch auf der Linie 48A.

### Liniennetz
Derzeit gibt es 140 Stadtbuslinien (inkl. NightLine, Rufbus und Sonderlinien), die fast ausschließlich in Wien verkehren.

#### A- und B-Linien
Die Tageslinien werden mit einer ein- oder zweistelligen Zahl und dem Suffix „A“ oder „B“ gekennzeichnet, wobei man sich am Liniensystem der Straßenbahn orientiert, was in der Frühzeit des Busbetriebes nicht der Fall war. A- und B-Linien mit derselben Nummer kennzeichnen in einigen Fällen Linienbündel wie beispielsweise die Linien 68A und 68B, Verstärkerlinien wie 11A und 11B oder gegenläufige Rundkurse wie zum Beispiel die Linien 54A und 54B.
Von den derzeit 119 Linien sind 88 A-Linien und 31 B-Linien. 49 dieser Linien werden von den Wiener Linien selbst betrieben, der Rest wird von Subunternehmen im Auftrag der Wiener Linien betrieben. Die Fahrpläne werden für alle A- und B-Linien von den Wiener Linien erstellt, egal ob die Linie von den Wiener Linien selbst oder einem Subunternehmen geführt wird.
Folgende Busverkehrsunternehmen verkehren im Auftrag der Wiener Linien:
- Dr. Richard (26 Linien)
- Gschwindl (17 Linien)
- Blaguss (14 Linien)
- Wiener Lokalbahnen (7 Linien)
- Zuklinbus (7 Linien, davon 1 saisonal)

Die Österreichische Postbus AG hat mit Auslaufen der Aufträge für den 68A/B mit 31. Dezember 2024 ihre Tätigkeit im reinen innerstädtischen Verkehr in Wien nach ca. 90 Jahren beendet.
Die Bäderlinie 20B sowie die Friedhofslinien 38B und 39B verkehren nur an bestimmten Tagen.
Die nach Fahrgastzahlen nachgefragteste Buslinie ist die Linie 13A, die von den Wiener Linien selbst betrieben wird. Stärkste Auftragslinie ist die Linie 5B, die von Gschwindl im Auftrag der Wiener Linien geführt wird. Die dichteste Fahrtenfolge (Spitzenintervall 3 Min.) gibt es auf der durch Dr. Richard geführten Linie 34A.
Früher wurden die A-Linien von den städtischen Wiener Linien selbst oder in deren Auftrag betrieben. Auf den B-Linien verkehrten Privatunternehmen in Tarifgemeinschaft mit den Wiener Linien, wobei Fahrkarten der Wiener Linien bzw. des Verkehrsverbundes (VOR) anerkannt, aber nur Fahrscheine ohne Umsteigeberechtigung zum billigeren Haustarif im Bus verkauft wurden. Heute gibt es diesbezüglich keinen Unterschied mehr. Durch einen Gemeinderatsbeschluss von 2007 wurden alle auslaufenden Konzessionen an die Wiener Linien übertragen. Gleichzeitig wurden diese verpflichtet, einen Anteil auszuschreiben und an Subunternehmer zu vergeben. Seit dem 13. Oktober 2015 ist die Übertragung der Konzessionen aller Stadtbuslinien an die Wiener Linien abgeschlossen und es werden nun sämtliche Linien von ihnen oder in deren Auftrag betrieben.

#### Nachtbus (NightLine)
Nachtbuslinien sind mit einem „N“ als Präfix gekennzeichnet und werden von den Wiener Linien betrieben. Das Nachtbusnetz umfasst 32 Buslinien, davon werden elf Linien ausschließlich und die Linie N35 Montag bis Freitag als Rufbus betrieben.

#### Rufbus
Alle 18 Rufbus-Linien werden vom Unternehmen Wiener Lokalbahnen Verkehrsdienste (WLV) im Auftrag der Wiener Linien betrieben. 14 Linien verkehren ausschließlich als Rufbus (die Linien 25B, 44B und 49B sowie elf Linien der NightLine), die vier Buslinien 41A, 86A, 89A, N35 werden zu bestimmten Zeiten durch Rufbusse ersetzt.

#### Anrufsammeltaxi (ASTax)
Alle frühere Anrufsammeltaxilinien (25A, 44T, 49T, N23, N29, N90) wurden 2020 aus rechtlichen Gründen durch Rufbusse ersetzt.

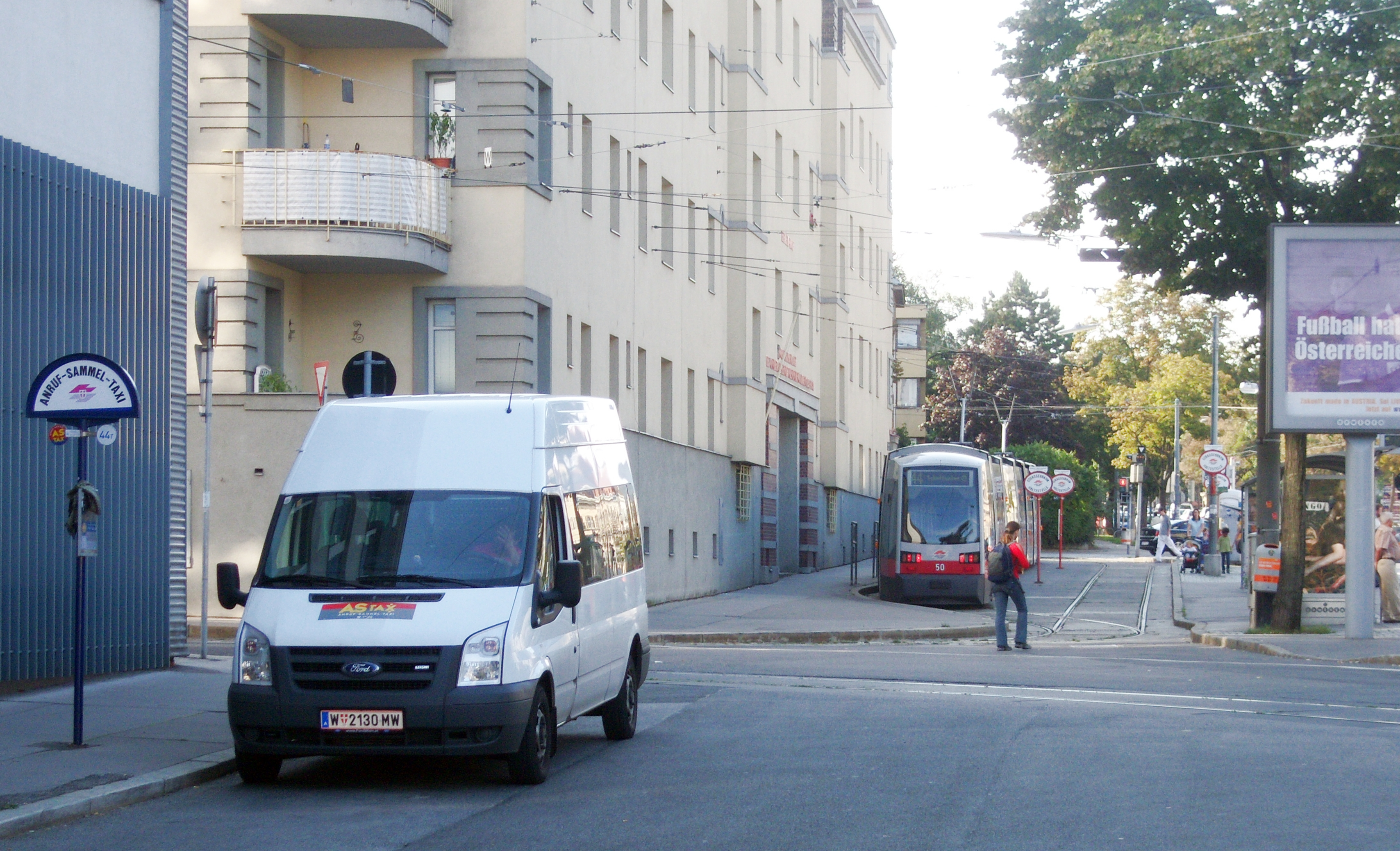
Ehemalige ASTAX-Linie 44T in Dornbach

#### Sonderlinien
- Friedhofslinie: Am Wiener Zentralfriedhof betreiben die Wiener Lokalbahnen im Auftrag der Friedhöfe Wien die Rundkurslinie ZF. Zusätzlich zu den Einzelfahrkarten sind die Fahrausweise der Wiener Linien gültig.

- Casino-Linie: Die von Dr. Richard betriebene Linie 303 von Wien Oper über Casino Baden nach Bad Vöslau verkehrt auch in der Nacht, wobei zwischen Oper und Wienerberg keine Bedienung im Stadtverkehr mehr erfolgt. Diese Linie war früher als Linie 360 Bestandteil der Wiener NightLine.

- Ersatzlinie: Buslinien, die vorübergehend als Ersatz für Straßenbahnlinien verkehren, erhalten in der Regel die Nummer der Straßenbahnlinie mit dem Suffix „E“. Zwischen März 2014 und dem 1. September 2017 verkehrte die von Blaguss im Auftrag der Wiener Linien betriebene Linie 67E als Schienenersatzverkehr für den wegen U-Bahn-Bauarbeiten eingestellten Streckenabschnitt der Straßenbahnlinie 67. Bei U-Bahn-Linien wird normalerweise das Suffix „Z“ vergeben, welches für „Zusatzverkehr“ steht, zum Beispiel „U4Z“.

- Museumslinie: Seit September 2014 verkehrte von Mitte März bis Ende Oktober zum Sondertarif die vom „ÖOM Omnibusbetrieb“ betriebene Museumslinie 78M mit historischen Fahrzeugen zwischen Schwedenplatz und dem Verkehrsmuseum Remise, wobei ein Zwischenstopp beim Hundertwasserhaus eingehalten wurde. Mittlerweile wurde die Linie wieder eingestellt.

- Gestrichene Linie: Die nur im Allerheiligenverkehr und an Heiligabend verkehrende Linie „39A gestrichen“ zum Sieveringer Friedhof war die letzte sogenannte gestrichene Linie in Wien. Sie wurde am 1. November 1985 eingeführt und verkehrte im Anschluss an die reguläre Linie 39A.[7] Zum 1. November 2012 wurde sie schließlich in Linie 39B umbenannt[8], d. h. sie verkehrte letztmals am 24. Dezember 2011.

#### Regionalbuslinien
Alle Regionalbuslinien werden im Auftrag des Verkehrsverbund Ostregion (VOR) betrieben und sind mit dreistelligen Zahlen bezeichnet. Viele dieser Linien verbinden Wien mit dem Umland und übernehmen oft innerhalb der Wiener Stadtgrenze zusätzlich zu den Stadtbuslinien eine Erschließungsfunktion. Früher verkehrten einige Regionalbuslinien fast zur Gänze innerhalb der Stadtgrenze – diese sowie der Rundkurs im Zentralfriedhof wurden mit einem „100er“-Liniensignal versehen. Heute werden damit Express- bzw. Langläuferlinien im Regionalbusverkehr gekennzeichnet.
siehe: Regionalbus

### Fuhrpark

#### Wiener Linien

##### Citybusse
| Type   | Hersteller      | Antriebsart | Anzahl Fahrzeuge | Baujahre  | Wagennummern | Sitzplätze | Stehplätze | Klimaanlage | Foto                                        |
| ------ | --------------- | ----------- | ---------------- | --------- | ------------ | ---------- | ---------- | ----------- | ------------------------------------------- |
| NBA 85 | Rampini/Siemens | Elektrisch  | 12               | 2012/2013 | 8301–8312    | 15         | 26         | ja          | Der erste der Elektrobusse auf der Linie 2A |

##### Normalbusse
| Type             | Hersteller           | Antriebsart | Anzahl Fahrzeuge | Baujahre  | Wagennummern               | Sitzplätze | Stehplätze | Klimaanlage | Foto                   |
| ---------------- | -------------------- | ----------- | ---------------- | --------- | -------------------------- | ---------- | ---------- | ----------- | ---------------------- |
| Citaro NL 220 MB | Mercedes-Benz/EvoBus | Diesel      | 141              | 2014–2025 | 8101–8299, 8101/II–8103/II | 29         | 64         | ja          | 8235 auf der Linie 84A |
| eCitaro          | Mercedes-Benz/EvoBus | Elektrisch  | 60               | 2023–2025 | 8401–8460                  | 29         | 64         | ja          | 8410 am Laden          |

##### Gelenkbusse
| Type               | Hersteller           | Antriebsart | Anzahl Fahrzeuge | Baujahre  | Wagennummern         | Sitzplätze | Stehplätze | Klimaanlage | Foto                   |
| ------------------ | -------------------- | ----------- | ---------------- | --------- | -------------------- | ---------- | ---------- | ----------- | ---------------------- |
| Citaro G NG 265 MB | Mercedes-Benz/EvoBus | Diesel      | 230              | 2013–2025 | 8701–8999, 8001–8075 | 37         | 108        | ja          | 8004 auf der Linie 62A |
| CapaCity NG 265 XL | Mercedes-Benz/EvoBus | Diesel      | 69               | 2017–2025 | 8501–8569            | 44         | 122        | ja          |                        |

Seit dem 17. Mai 2007 sind alle im Linienverkehr eingesetzten Busse niederflurig.
Seit dem 14. Oktober 2017 sind alle Busse in Wien klimatisiert.

### Zukünftige Busse
- 10* CaetanoBus H2.City Gold (ab Ende 2025)[13]
- 10* Rampini Hydron Range Extender (ab Mitte 2025)[14]

#### Im Test befindliche Fahrzeuge: (Stand März 2025)
- Prototyp von Hyundai und TAM[15] (Für 3 Jahre ab März 2025)

#### Ehemalige Fahrzeuge der Wiener Linien (damals im Besitz der Wiener Linien)
Alle folgenden Busse wurden an die Hersteller zurückgegeben.
Solaris Urbino 12 Hydrogen (1), Navya Arma (2), Volvo 7900 Hybrid (6)

#### Dr. Richard
Auf den Linien 22A, 30A, 45A, 46A, 46B, 76A, 76B, 77A, 79A, 79B, 85A 93A, 95A, 95B, 96A, 97A, 98A, 99A und 99B kommen Mercedes-Benz Citaro II zum Einsatz. Auf den Linien 42A, 43A und 43B fahren Citaro II Hybrid. Auf der Linie 44A verkehren 10 Meter lange Mercedes-Benz Citaro II Midibusse, auf der Linien 34A und 73A verkehren Mercedes-Benz Citaro II Gelenkbusse.

#### Gschwindl

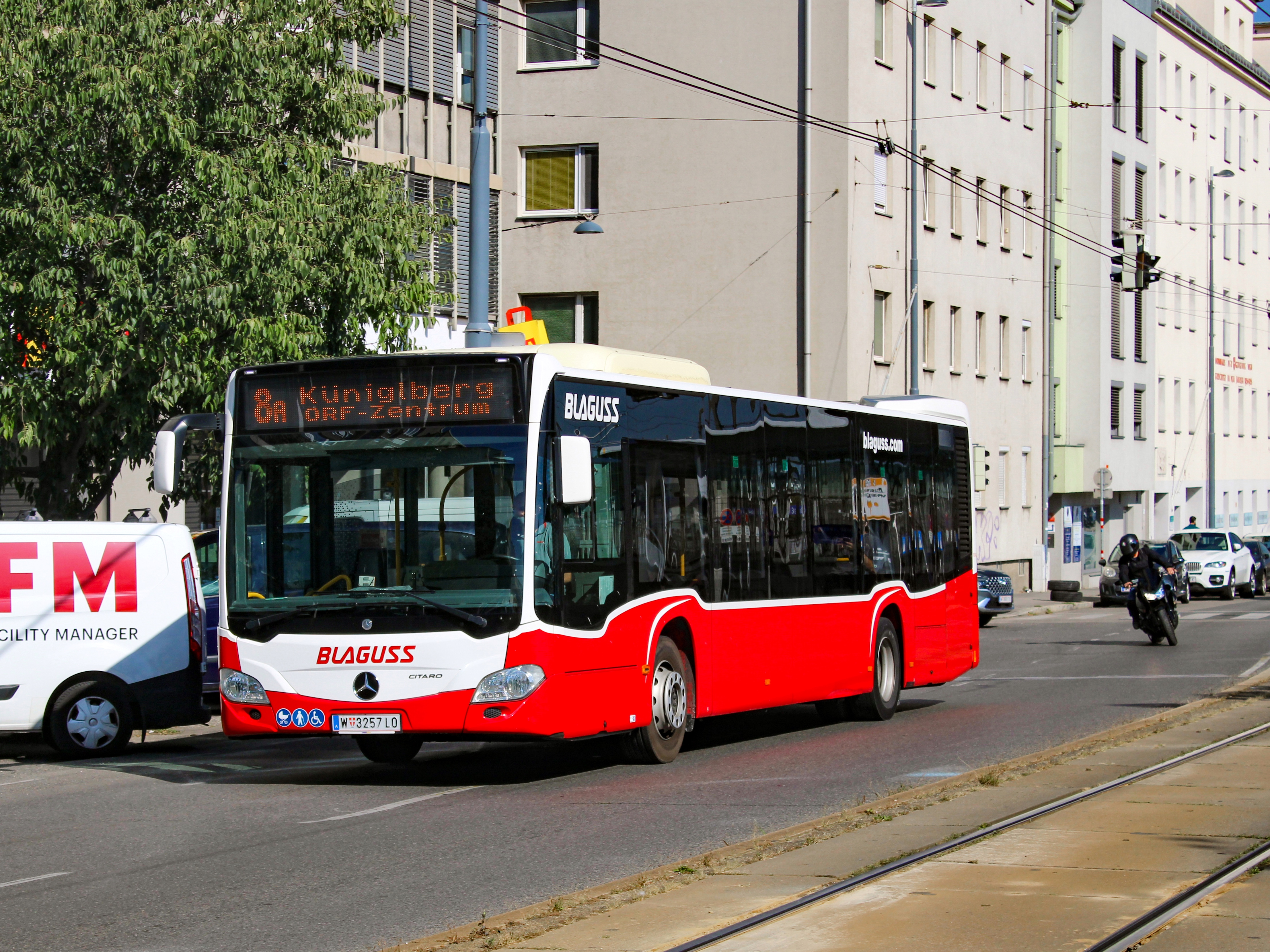
Bus von Blaguss auf der Linie 8A (2023)

Auf den Gschwindl-Linien verkehren Mercedes-Benz Citaro II & Mercedes Citaro II Hybrid, auf den Linien 68A, 68B, 92A und 92B Citaro-II-Gelenkbusse.

#### Blaguss
Auf den durch die Firma Blaguss geführten Linien (8A, 27A, 47B, 52A, 52B, 65A, 67A, 67B, 86A & 87A) verkehren Mercedes-Benz Citaro II. Auf den Linien 47A, 51A verkehren Mercedes Citaro II Hybrid.

#### WLB/WLV
Auf den Linien 7B, 16A, 47A, 49A, 50A,  50B, & 60A verkehren ausschließlich Mercedes-Benz Citaro II Normalbusse.

#### ZuklinBus
Auf den Linien 20A, 20B, 33A, 56A, 56B, 58A und 58B verkehren MAN Lion’s City 12 EfficientHybrid.

### Betriebsgaragen

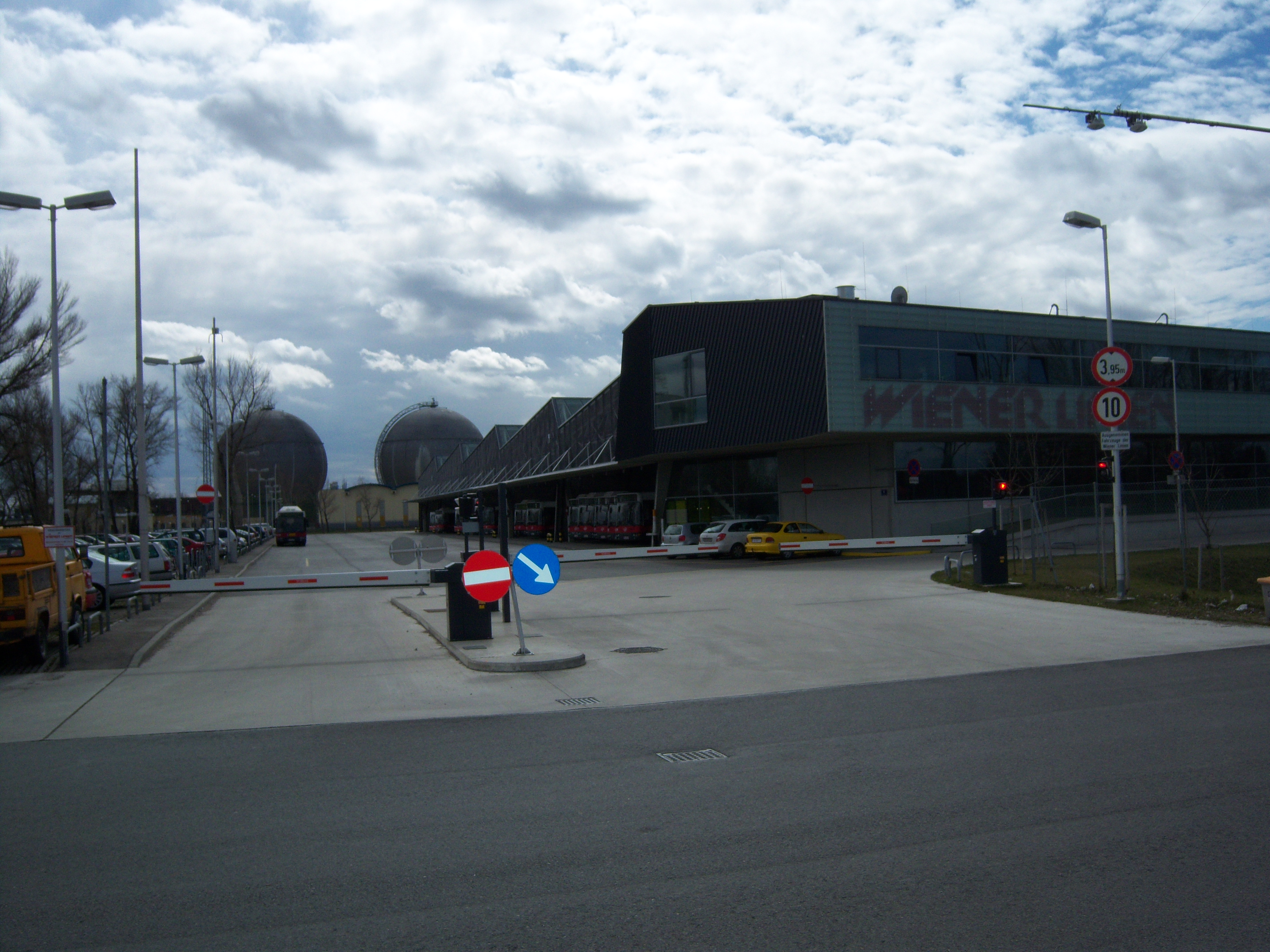
Betriebsgarage Leopoldau

#### Wiener Linien
Die Wiener Linien betreiben für die Busse drei Betriebsgaragen. Die Betriebsgarage Leopoldau ist die neueste und größte Busgarage in Wien. Sie befindet sich auf dem nördlichen Gelände des ehemaligen Gaswerks Leopoldau und wurde im Juli 2007 als Ersatz für die Garagen Grinzing und Vorgartenstraße eröffnet.
| Garage              | Linien | Fahrzeuge                               | Adresse                         |
| ------------------- | --- | --------------------------------------- | ------------------------------- |
| Leopoldau (LPD)     | Tagesverkehr: 1A, 4A, 11A, 11B, 24A, 26A, 27B, 28A, 29A, 29B, 31A, 32A, 36A, 36B, 38A, 39A, 40A, 82A, 84A, 88A, 88B, 89A, 94A Nachtverkehr: N20, N23, N25, N26, N29, N31, N38, N75 | NL 220 MB, NG 265 MB, NG 265 XL         | 21., Katharina-Scheiter-Gasse 6 |
| Raxstraße (RAX)     | Tagesverkehr: 13A, 14A, 15A, 17A, 61A, 61B, 62A, 64A, 64B, 66A, 69A, 70A, 71A, 71B, 73B, 74A Nachtverkehr: N6, N62, N65, N66, N67, N71                                             | eCitaro, NL 220 MB, NG 265 MB           | 10., Sahulkastraße 2            |
| Spetterbrücke (SPB) | Tagesverkehr: 2A, 3A, 7A, 9A, 10A, 12A, 35A, 48A, 57A, 59A, 63A Nachtverkehr: N35, N41, N43, N46, N49, N60, N8                                                                     | NBA 85, NL 220 MB, NG 265 MB, NG 265 XL | 16., Paltaufgasse 2             |

Zusätzlich gibt es auch einen zur Garage Raxstraße gehörenden Abstellplatz in der Siebenhirtenstraße, auf dem Busse der Linien 17A, 61A, 61B, 62A, 64A, 64B, 66A, 70A, 71A, 71B und 73B abgestellt werden.

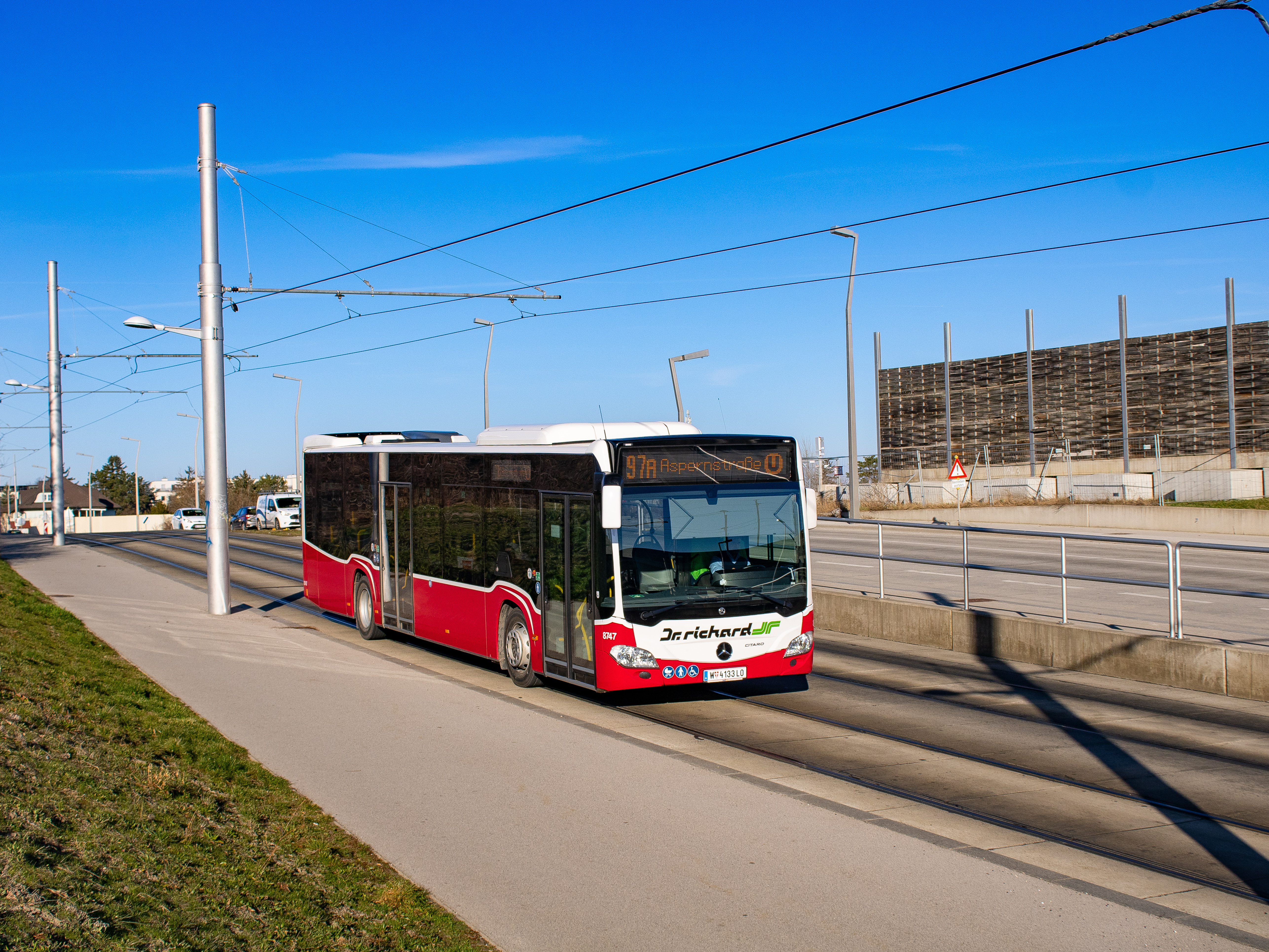
Bus von Dr. Richard auf der Linie 97A

#### Dr. Richard
| Garage                   | Linien                                 | Fahrzeuge                                                   | Adresse                          |
| ------------------------ | -------------------------------------- | ----------------------------------------------------------- | -------------------------------- |
| Stromstraße              | 30A, 34A                               | Mercedes-Benz Citaro II G                                   | 20., Stromstraße 11              |
| Kimmerlgasse             | 73A, 77A, 79A, 79B                     | Mercedes-Benz Citaro II, Mercedes-Benz Citaro II G          | 11., Kimmerlgasse 28             |
| Wildpretstraße           | 72A, 76A, 76B                          | Mercedes-Benz Citaro II                                     | 11., Wildpretstraße 25A          |
| Montleartstraße          | 42A, 44A, 43A, 43B, 44A, 45A, 46A, 46B | Mercedes-Benz Citaro II (K), Mercedes-Benz Citaro II Hybrid | 14., Montleartstraße 4           |
| Stralehnergasse          | 22A, 85A, 93A, 95A, 95B, 96A, 97A, 98A | Mercedes-Benz Citaro II                                     | 22., Stralehnergasse 18          |
| Groß-Enzersdorfer-Straße | 98A, 99A, 99B                          | Mercedes-Benz Citaro II                                     | 22., Groß-Enzersdorfer Straße 92 |

#### Gschwindl
| Garage           | Linien                               | Fahrzeuge                                     | Adresse                 |
| ---------------- | ------------------------------------ | --------------------------------------------- | ----------------------- |
| Gadnergasse      | 19A, 68A, 68B                        | Mercedes-Benz Citaro II & Hybrid              | 11., Gadnergasse 69     |
| Hackinger Straße | 53A, 54A, 54B                        | Mercedes-Benz Citaro II Hybrid                | 14., Hackinger Straße 1 |
| Trauzlgasse      | 5A, 5B, 25A, 37A, 41A, 80A, 92A, 92B | Mercedes-Benz Citaro II & Hybrid, Citaro II G | 21., Trauzlgasse 1      |

#### Blaguss
| Garage                      | Linien                  | Fahrzeuge                        | Adresse                                        |
| --------------------------- | ----------------------- | -------------------------------- | ---------------------------------------------- |
| Zimbagasse Hackinger Straße | 47A, 47B, 51A, 52A, 52B | Mercedes-Benz Citaro II & Hybrid | 14., Zimbagasse 3 14., Hackinger Straße 1      |
| Heiligenstadt               | 27A, 86A, 87A           | Mercedes-Benz Citaro II          | 19., Gunoldstraße 12                           |
| Blaguss Buscenter           | 8A, 65A                 | Mercedes-Benz Citaro II          | 23., Richard-Strauss-Straße 32                 |
| Greta-Keller-Gasse          | 67A, 67B                | Mercedes-Benz Citaro II          | 23., Greta-Keller-Gasse (neben MMM Tankpool24) |

Die Zentrale der Firma Blaguss befindet sich in der Richard-Strauss-Straße 32 im 23. Bezirk in Wien. Dort sind die Busse aller Linien stationiert. Jedoch stellt die Firma Blaguss die Busse auf diversen Parkplätzen in der Nähe des Verlaufes der jeweiligen Linien ab.

#### Wiener Lokalbahnen Verkehrsdienste
| Garage                       | Linien             | Fahrzeuge               | Adresse                 |
| ---------------------------- | ------------------ | ----------------------- | ----------------------- |
| Hackinger Straße             | 47A, 49A, 50A, 50B | Mercedes-Benz Citaro II | 14., Hackinger Straße 1 |
| Abstellplatz WLB Purkytgasse | 60A                | Mercedes-Benz Citaro II | 23., Purkytgasse 1B     |

#### Wiener Lokalbahnen

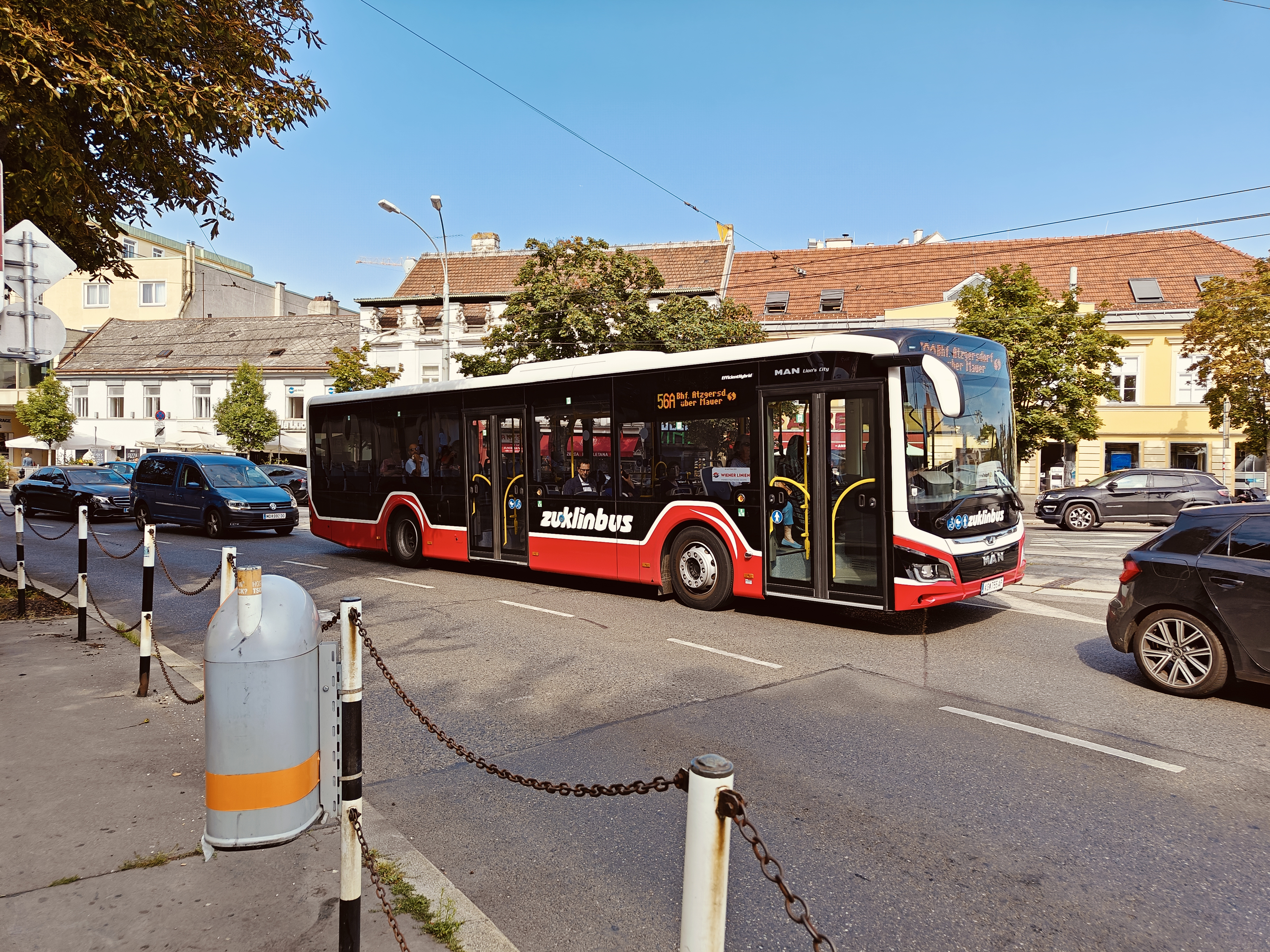
Zuklinbus linien 56A

| Garage                       | Linien  | Fahrzeuge               | Adresse             |
| ---------------------------- | ------- | ----------------------- | ------------------- |
| Abstellplatz WLB Purkytgasse | 7B, 16A | Mercedes-Benz Citaro II | 23., Purkytgasse 1B |

#### ZuklinBus
| Garage           | Linien                            | Fahrzeuge                          | Adresse                  |
| ---------------- | --------------------------------- | ---------------------------------- | ------------------------ |
| Gatterederstraße | 20A, 20B, 33A, 56A, 56B, 58A, 58B | MAN Lion's City 12 EfficientHybrid | 23., Gatterederstraße 20 |

## Regionalbus

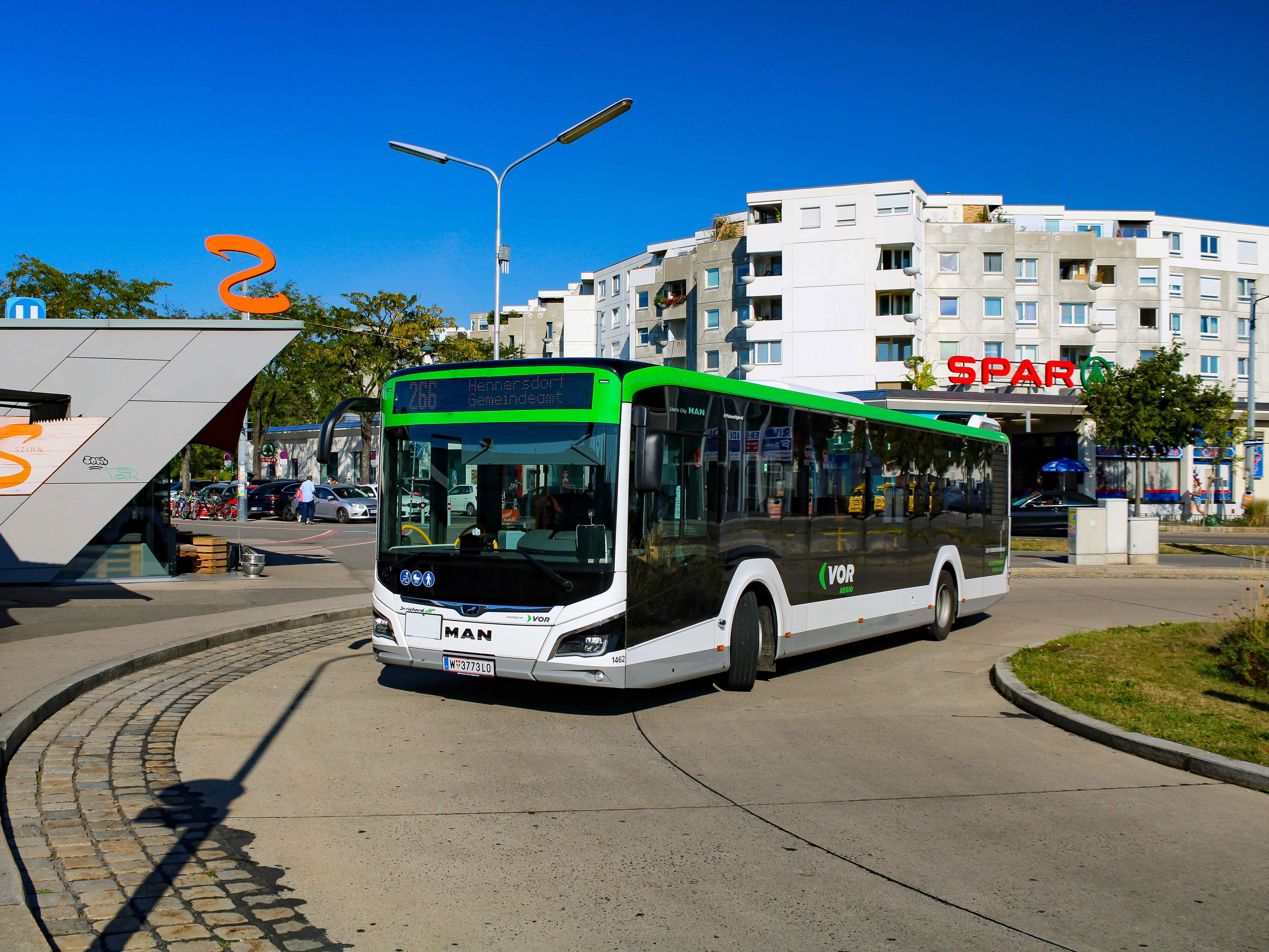
Ein Regionalbus betrieben von der Firma „Dr. Richard“

Die Regionalbusse verbinden Wien mit dem Umland in Niederösterreich und dem Burgenland. Der Großteil der Regionalbuslinien wird von der Firma Dr. Richard oder dem Postbus betrieben. Das Konzept des Verkehrsverbund Ost-Region (VOR) sieht vor, dass Regionalbuslinien den ersten Verknüpfungspunkt mit dem hochrangigen Verkehrsnetz in Wien (S-Bahn/U-Bahn) anfahren.
Die Regionalbusse besitzen entweder eine 3-stellige Verbundnummer oder eine 4-stellige Kraftfahrliniennummer, oder beides. Im ursprünglichen Nummernschema des VOR bezeichnete die Hunderterstelle der 3-stelligen Verbundnummer (ungefähr) wie viele Zonen von Wien aus durchquert wurden. So fuhr die Linie 392 von Wien nach Lassee durch 3 Zonen, während die Linie 593 von Wien nach Markthof auf der gesamten Strecke 5 Zonen durchquerte. Die Zehner- und Einerstelle orientierte sich dabei grob am Nummernschema der Wiener Stadtbuslinien.
Nach dem Zusammenschluss des Verkehrsverbunds Niederösterreich-Burgenland mit dem Verkehrsverbund Ostregion und somit der Auflassung des Zonensystems wurde das Linienschema angepasst und einige Buslinien schrittweise neu nummeriert. So haben Busse in Richtung der Bezirke Mödling, Bruck an der Leitha, Neusiedl am See und Eisenstadt-Umgebung mittlerweile immer jeweils eine 2 an der Hunderterstelle. Busse in Richtung der Bezirke St. Pölten oder Tulln werden mit einer 4 an der Hunderterstelle gekennzeichnet, während Busse in Richtung Bezirk Korneuburg mit einer 8 an der Hunderterstelle sind.

## Flughafenbus
Drei Linien der Vienna Airport Lines (Betrieben von der Österreichische Postbus AG) verkehren im Halbstunden- bzw. Stundentakt vom Flughafen Wien-Schwechat in das Stadtgebiet von Wien. Bedient werden insgesamt zehn Haltestellen in der Innenstadt, an Haupt- und Westbahnhof sowie in den Bezirken 2 (Leopoldstadt) und 22 (Donaustadt). Die Fahrzeit beträgt je nach Relation zwischen 20 und 45 Minuten, es gilt ein Sondertarif.
| Linie | Verlauf                                               | Betreiber |
| ----- | ----------------------------------------------------- | --------- |
| VAL 1 | Flughafen Wien-Schwechat – Hauptbahnhof – Westbahnhof | Postbus   |
| VAL 2 | Flughafen Wien-Schwechat – Schwedenplatz              | Postbus   |
| VAL 3 | Flughafen Wien-Schwechat – Leopoldstadt – Kagran      | Postbus   |